# Mihăileni, Briceni
Mihăileni, Briceni este satul de reședință al comunei cu același nume  din raionul Briceni, Republica Moldova.

## Date statistice
- Distanțe: până la centrul raional (Briceni) - 24 km, până la st. c. f. Ocnița - 35 km, până la Chișinău - 216 km.
- Gospodării - 230. Populația - 511.
- Gimnaziu, casă de cultură, 2 biblioteci, punct medical, oficiu poștal, grădiniță de copii, stadion, monument, 3 magazine.

## Istoria satului
Mihailouți, Mihălcăuți, Mihalcovți, Mihăiești, Mihaileanî, Mihăileni... Cum numai nu s-a manipulat cu denumirea acestui sat! La fel cum a fost aruncat, pe parcursul anilor, dintr-o primărie în alta, mai mult, pare-se, menținându-se, totuși, în primăria Bălcăuți. Cele mai apropiate sate vecine îi sunt Groznița, care se află în subordinea sa, Rotunda, Hlinaia, Halahora de Jos și Halahora de Sus.
Un pârâiaș mic, fără nume, trece pe aici prin câteva iazuri și heleșteie, ocolind niște înălțimi, cea mai mare atingând 256 m deasupra nivelului mării, încearcă, și reușește, să dea naștere unor locuri destul de pitorești. La 3 km sud-vest trece traseul de importanță internațională Chișinău-Cernăuți, spre care vine din Bălcăuți și trece prin el o altă șosea, dar satul rămâne retras de lume și-și duce viața în tihnă și voie bună.
Se pare, așa și-o duce nu de azi și nu de ieri, ci de secole. Încă de pe când Alexandru Voievod îl întărește cu alte așezări omenești vornicului Cupcici. Adică de la 15 iunie 1431, când a fost semnat acest uric domnesc. Cu toate că, evident, el deja exista. Dar alte știri despre el, care ar tine de sec. XV, nu avem.
Totuși prima atestare documentară datează cu anul 1574, când Mihăilenii, ortografiați aici Mihălcăuți, trec în posesia altui boier, a fostului vistiernic Pilipovschi:
„Ioan voievod, din mila lui Dumnezeu, domn al Țării Moldovei. Iată domnia mea am dat și am miluit pe sluga noastră Pilipovschi fost vistiernic cu un sat, anume Mihalcăuții, în ținutul Hotin, care îi este lui dreaptă ocină și dedină, ca să-i fie lui și de la noi cu tot venitul.

Și altul să nu se amestece.

Scris la Iași, în anul 7082 <1574> ianuarie 1.

Domnul a spus.

Vasilie logofăt a învățat.

Luca a scris.”
Tot pe atunci, cu denumirea Mihalcăuți, ei figurează într-o mărturie hotarnică despre moșiile Adecăuților (Bricenilor).
Trec ani după ani. Se mai scurge un secol. Despre Mihăileni nu se aude nimic. Apoi, la 22 sept. 1612 aflăm că Tancu Costin, vel armaș, îi cedează fratelui său un sfert din această moșie. Peste un deceniu iar are loc o afacere asemănătoare. Ion Tertea cu soția sa Ana vând partea lor din moșia Mihăilenilor lui Efrem Hajdău, apoi tot satul, la 4 apr. 1632 este confirmat în stăpânirea lui Gheorghe Roșca.
Administrația militară rusă, la 25 dec. 1772, găsește aici 29 de gospodării, proprietar al moșiei fiind căpitanul Ion Miclescu. Însă iar urmează șiruri lungi de împărțeli, mărturii și dăruiri, pretendenți la moșie izvodindu-se cu duiumul. Chiar și din răvașul descoperit de L. Boga, scris de un oarecare Mihai Veisa din Iași moșului său din Mihăileni, care, de asemenea, pusese ochii pe această moșie, aflăm că acesta ar trebui să-și astâmpere pofta, deoarece Teodor Balș, ruda lor, „nu are nici frică de Dumnezeu, nici rușine de oameni”. Adică e un mare hrăpăreț și zgârie-brânză. Și-apoi aici mai stăpânea o parte de moșie și nobilul Vasile Cristea. Localitatea avea deja biserică, lucru, pe care îl aflăm din documente de arhivă. Preot în 1835 era Ioan Popovici în vârstă de 38 de ani, diac - Andrei Ciomârtan, de 32 de ani, și paracliser - Petru Livițchi, de 67 de ani.
Pe la mijlocul sec. XIX satul se mărește brusc. Sunt strămutate încoace mai multe familii din jud. Hotin, în total - 57 de familii cu 134 de bărbați și 150 de femei. În felul acesta Mihăilenii sunt deja alcătuiți din 108 familii cu 279 de bărbați și 244 de femei. Dar iar se micșorează satul. În 1875 are numai 72 de case cu 343 de oameni (181 de bărbați și 162 de femei). În gospodăriile lor mai țin 60 de cai, 160 de vite cornute mari și 20 de oi. Aflăm, însă, că peste sărmanii oameni dă o epidemie de diferită și din 53 de bolnavi 27 își pierd viața.
Pământurile basarabene, însă, îi ademenesc mereu pe ruși și în 1940 le acaparează din nou. La 10 noiembrie 1940 ei găsesc în Mihăileni 909 suflete, dintre care 870 de etnie ucraineană. Locuiesc aici și 31 de moldoveni. Apoi după acest schimb de regim vine și nenorocirea războiului din 1941-1945. Sunt mobilizați pe front toți bărbații de frunte ai satului, dar prea puțini se întorc înapoi.
La recensământul de la 1 aug. 1949 administrația sovietică înregistrează în Mihăileni 1.054 de locuitori (toți ca unul ucraineni). Alte 2 recensăminte, cele din 1979 și din 1989, înscriu în liste 574 de locuitori (268 de bărbați și 261 de femei) și, respectiv, 494 de locuitori (233 de bărbați și 261 de femei). Satul se micșorează văzând cu ochii, dar nimeni nu se prea îngrijorează de aceasta.
La 31 oct. 1980 Mihăilenii devin centru de soviet sătesc și are în subordine s. Groznița, dar nu pentru prea mult timp. Acum îl au din nou. După destrămarea complexului gigant de creștere a juncilor țăranii împart și pământul lui. Drept că nu mai au cu ce să-l lucreze. Cei mai vârstnici oameni din Mihailovca în apr. 2000 erau Irina Crîjanovschi, 93 de ani, Ana Banaru și Maria Gherghelegiinic, ambele de 85 de ani. Satul ia apă din 61 de fântâni bine amenajate. Atunci avea un magazin. Recensământul din 5-12 oct. 2004 a găsit în Mihăileni 466 locuitori, dintre care 407 ucraineni, 50 de moldoveni/români, 8 ruși și 1 persoană de altă etnie.